# Sulikowo (powiat kamieński)
Sulikowo – osada w Polsce położona w województwie zachodniopomorskim, w powiecie kamieńskim, w gminie Świerzno.
W latach 1975–1998 miejscowość należała administracyjnie do województwa szczecińskiego.

## Zabytki
- park dworski, XIX, nr rej.: A-1338z 19.12.1956